# Викентије Стојисављевић
Викентије Стојисављевић (Далмација, Врлика, после 1807) игуман и градитељ Манастира Драговић.
Помиње се као велики прегелац око градње манастира Драговића. Савлађујући многе сметње око те градње, сазидао је неколико зграда и једну келију у том манастиру. 
1789. године је ишао на Крф да се поклони моштима светог Чудотворца Спиридона. На повратку са тог пута донео је манастиру Драговићу многе црквене ствари. Свој градитељски елан исказао је градећи камени звоник на цркви у Врлици (1806). Нешто касније био је парох у Врлици гдје је и умро.
Одликован је 1807. од стране француске владе почасном медаљом.

## Извори
1. ↑  Radojčić, Jovan S. (2009), Srbi zapadno od Dunava i Drine: biografije. 3: P - Š, Prometej, ISBN 978-86-515-0317-0
2. ↑  Петрановић, Герасим (1859). Повијест о Манастиру Драговићу. Задар. стр. 23.